# Willy-André Prestre
Willy-André Prestre, né le 29 août 1895 à La Chaux-de-Fonds (aux Éplatures) et décédé le 29 juillet 1980 à Bevaix, est un écrivain, ingénieur, entrepreneur, chasseur et voyageur suisse. Il est l'auteur de nombreux romans populaires à succès, dont le roman de vénerie Roquemaure paru en 1939.

## Biographie
Diplômé de l'École polytechnique fédérale de Zurich en génie civil, Willy-André Prestre est ingénieur à Sulz, en Allemagne, puis enseignant au Lycée technique de St-Imier. Aventurier dans l'âme, il plaque tout en 1925 et, avec l'argent gagné grâce à la publication de « Bohême lacustre » (Victor Attinger : 1925), part pour l'Australie. Quatre ans plus tard, il est déjà en Nouvelle-Zélande. Vivant et voyageant tantôt en France, en Asie ou aux États-Unis, Willy Prestre s'exerce à de nombreux métiers tout en publiant ses romans à un rythme soutenu. Il est l'auteur d'une trentaine de romans et essais, pour la plupart parus aux Éditions de la Baconnière. Ses romans d'aventures rencontrent un véritable succès populaire et font de lui l'un des auteurs suisses romands les plus lus de sa génération.
En 1954, Willy-André Prestre s'installe définitivement en Suisse, à Bevaix, où il vit avec sa compagne Irène Farlochetti (1897-1987). Homme d'action et de convictions, il s'est mobilisé pour différentes causes comme la reconstruction, après la Seconde guerre mondiale, du village de St-Gingolph, aux côtés du Général Henri Guisan, ou la lutte contre la pollution.

## Œuvres
- Willy-André Prestre, Bohême lacustre, Neuchâtel, Victor Attinger, 1925.
- Willy-André Prestre, Paddocks embrasés, Neuchâtel, Victor Attinger, 1932.
- Willy-André Prestre, Le Solitaire à l'oreille coupée, Boudry, La Baconnière, 1934.
- Willy-André Prestre, Les Suicidés, Boudry, La Baconnière, 1934
- Willy-André Prestre, La Lumière qui tue, Boudry, La Baconnière, 1934 réédité en 1939.
- Willy-André Prestre, La Lente Agonie, Neuchâtel, Victor Attinger, 1933 réédité en 1948, 1968.
- Willy-André Prestre, Tocsins dans la nuit, Neuchâtel, Victor Attinger, 1934.
- Willy-André Prestre, J'ai tué... un chat, Boudry, La Baconnière, 1935.
- Willy-André Prestre, Bohême escholière, Boudry, La Baconnière, 1937.
- Willy-André Prestre, Une brute, Boudry, La Baconnière, 1937.
- Willy-André Prestre, Roquemaure, Boudry, La Baconnière, 1939[5] ; réédité en 2008 chez Montbel.
- Willy-André Prestre, La Piste inconnue, Neuchâtel, Victor Attinger, 1946.
- Willy-André Prestre, La Piste de l'or, Boudry, La Baconnière, 1946 réédité en 1959.
- Willy-André Prestre, Qui pendra la sonnette au chat ? : toi ?, [Impr. des Remparts], [1947].
- Willy-André Prestre, La Piste des troupeaux, Boudry, La Baconnière, 1947.
- Willy-André Prestre, Brin de brume, Boudry, La Baconnière, 1950.
- Willy-André Prestre, Jamais plus, Roland de Weck, 1950.
- Willy-André Prestre, La Pieuvre, Boudry, La Baconnière, 1950.
- Willy-André Prestre, Les Révoltés de l'aventurier, Boudry, La Baconnière, 1954.
- Willy-André Prestre, Le Sanglot du damné, Neuchâtel, La Baconnière, 1955.
- Willy-André Prestre, La Cour des miracles, Boudry, La Baconnière, 1956.
- Willy-André Prestre, Cordée sans corde, Boudry, La Baconnière, 1956.
- Willy-André Prestre, La Rose de fer, La Béroche, 1957.
- Willy-André Prestre, La Croisière de l'étoile, chez l'auteur, 1960.
- Willy-André Prestre, La Piste des troupeaux, Plaisir de lire, 1957 réédité en 1960.
- Willy-André Prestre, Pourquoi ?, [R. Gassmann], 1961.
- Willy-André Prestre, Le Refus de baster, Boudry, La Baconnière, 1964.
- Willy-André Prestre, Le Roman de la vie, chez l'auteur, 1967.
- Willy-André Prestre, Le Sphinx d'ébène, Neuchâtel, Messeillier, 1970.
- Willy-André Prestre, La Piste de l'espoir, C.R.E., [1970].
- Willy-André Prestre, Vivre : le destin de l'homme, Neuchâtel, Messeillier, 1976.

## Sources complémentaires